# Trigonoptera margaretae
Trigonoptera margaretae är en skalbaggsart som beskrevs av Gilmour 1949. Trigonoptera margaretae ingår i släktet Trigonoptera och familjen långhorningar. Inga underarter finns listade i Catalogue of Life.